# Lake Evella Airport
Lake Evella Airport är en flygplats i Australien. Den ligger i kommunen East Arnhem och territoriet Northern Territory, omkring 540 kilometer öster om territoriets huvudstad Darwin. Den ligger vid sjön Lake Evella.
Trakten runt Lake Evella Airport är nära nog obefolkad, med mindre än två invånare per kvadratkilometer..
I omgivningarna runt Lake Evella Airport växer huvudsakligen savannskog. Genomsnittlig årsnederbörd är 1 384 millimeter. Den regnigaste månaden är januari, med i genomsnitt 330 mm nederbörd, och den torraste är augusti, med 1 mm nederbörd.